# Kim Clijsters
Kim Antonie Lode Clijsters Lynch (nizozemski izgovor: [kɪm ˈklɛistərs], Bilzen, Limburg, 8. lipnja 1983.) belgijska je umirovljena tenisačica, jedna od najuspješnijih tenisačica u Open eri. Tijekom svoje profesionalne karijere osvojila je ukupno 52 WTA turnira, 41 pojedinačno i 11 u parovima. Ima četiri Grand Slama u pojedinačnoj konkurenciji (Australian Open 2011. te US Open 2005., 2009. i 2010.), kao i dva u konkurenciji parova (Roland Garros i Wimbledon 2003., oba u paru s Ai Sugiyamom). Bila je na prvom mjestu WTA ljestvice u obje konkurencije. Tijekom godina razvila je veliko suparništvo s drugom velikom belgijskom tenisačicom, Justine Henin.
Clijsters dolazi iz športske obitelji. Otac Lei (preminuo 2009.) bio je profesionalni nogometaš, koji je tijekom 1980-ih i 1990-ih 40 puta nastupio za Belgiju, a majka Els Vandecaetsbeek bila je prvakinja Belgije u gimnastici. Mlađa sestra Elke također je bila tenisačica.
Kim je udata za američkog košarkaša Briana Lyncha, s kojim ima kćer Jadu. Tijekom zadnjih godina karijere treneri su joj bili Carl Maes i Sam Verslegers.
Zbog ozljeda se 2007. povukla s Toura, ali se 2009. uspješno vratila i u nastavku karijere osvojila još tri Grand Slam turnira te WTA prvenstvo 2010. godine, a dana 14. veljače 2011. ponovno je zauzela prvo mjesto ljestvice najboljih tenisačica. U svibnju 2012. Clijsters je najavila da se definitivno povlači iz tenisa nakon US Opena. Karijeru je završila 2. rujna iste godine. U rujnu 2019. najavila je da će se početkom 2020. posljednji put vratiti profesionalnom tenisu.12.4 izjavila je da završava karijeru u profesionalnom tenisu.

## Vanjske poveznice
- Službena stranica  Arhivirana inačica izvorne stranice od 20. kolovoza 2011. (Wayback Machine) (nizoz.)(fr.)(engl.)
- Profil na stranici WTA Toura

### Ostali projekti
|  | Zajednički poslužitelj ima još gradiva o temi Kim Clijsters |